# Prosthechea schunkiana
Prosthechea schunkiana är en orkidéart som först beskrevs av Marcos Antonio Campacci och Patricia A. Harding, och fick sitt nu gällande namn av Wesley Ervin Higgins. Prosthechea schunkiana ingår i släktet Prosthechea och familjen orkidéer. Inga underarter finns listade i Catalogue of Life.